# Dark Days in Paradise
Dark Days in Paradise ist das 12. Studioalbum des irischen Blues-Rock- und Hard-Rock-Gitarristen und -Sänger Gary Moore aus dem Jahr 1997. Das Album hatte Erfolg in Österreich (Platz 19), Schweiz (Platz 22), Schweden (Platz 23), Finnland und Norwegen (Platz 27), Deutschland (Platz 32) und England (Platz 43) und enthielt zwei kleinere Single-Hits: One Good Reason (UK #79) und I Have Found My Love in You (UK #109).
Gary Moore versucht mit diesem Album wiederum eine ganz andere Seite zu zeigen und scheut nicht davor zurück, kommerzielle Kompromisse mit der Pop-Welt einzugehen. Mit der Einbeziehung von Drum-’n’-Bass-Sounds, Funkelementen, Disco-Sounds, Streicherpassagen und balladenhaften Rockstücken möchte er ein Publikum jenseits seiner  Bluesrock- oder Hardrock-Fangemeinde ansprechen. Gleichwohl bringt er in die für ihn ungewöhnlichen Arrangements seine typischen Gitarrenlicks und Soli.

## Titelliste
1. One Good Reason (Moore) – 3:02
2. Cold Wind Blows (Moore) – 5:26
3. I Have Found My Love in You (Moore) – 4:53
4. One Fine Day (Moore) – 4:58
5. Like Angels (Moore) – 7:32
6. What Are We Here For? (Moore) – 5:44
7. Always There For You (Moore) – 4:33 (Gary Moore vs. Professor Stretch)
8. Afraid of Tomorrow (Moore) – 6:42
9. Where Did We Go Wrong? (Moore) – 6:36
10. Business as Usual (Moore) – 13:36 [bei Erstveröffentlichung 18:02 inkl. Hidden Track]
11. Dark Days In Paradise (Moore) – 3:27 [bei Erstveröffentlichung Hidden Track in 10.]

Remastered Edition Bonustracks
1. Burning In Our Hearts – 3:13 (Moore)
2. There Must Be a Way – 2:17 (Moore)

## Singles
- One Good Reason (UK #79) mit “Beasts Of Burden” – 6:37 (Gary Moore) (Non Album Track)
- I Have Found My Love in You (UK #109) mit “Beasts Of Burden” – 6:37 (Gary Moore), All The Way From Africa – 9:57 (Gary Moore) und My Foolish Pride – 5:02 (Gary Moore) (Non Album Tracks, UK Version)
- Always There for You (Neue Version) / Rhythm Of Our Lives – Stretch Mix – 6:07 (Gary Moore / Shortman) / Rhythm Of Our Lives – Garys Mix – 4:50 (Gary Moore / Shortman) (Non Album Tracks)

## Besetzung
- Gary Moore – Gitarre, Gesang
- Magnus Fiennes – Keyboards
- Gary Husband – Schlagzeug
- Dee Lewis – Hintergrundgesang
- Phil Nicholas – Keyboards
- Guy Pratt – Bass

## Rezeption
Bernd Lechler hörte das Album für den Rolling Stone und hielt die Platte für „alles andere als durchweg gelungen“. Moore habe einen „Stilmix aus Versehen“ produziert, worin aber der Witz des Albums liege. Enttäuscht zeigte sich Lechler von der Qualität der Texte, die sich durch „dickliche Platitüden“ auszeichnen würden. Einzig der autobiographische Text von „Business as Usual“ konnte Lechler überzeugen.
Günther Fischer, der die Platte für den Spiegel rezensierte, äußerte sich positiver. Das Album enthalte „schöne Wendungen“ und sei ein „starkes Stück Musik“. Auch Fischer lobte die Qualität des Liedes „Business as Usual“, ging dabei aber auf Moores Gitarrenspiel ein.